# Masoviens vojvodskap
Masoviens vojvodskap (polska: województwo mazowieckie) är ett vojvodskap i centrala Polen med en yta på 35 559 km² och omkring 5 325 000 invånare (2014). Det har fått namn efter landskapet Masovien. Huvudstad är Warszawa. Andra större städer är Radom, Płock, Siedlce och Ostrołęka.

## Städer i Masoviens vojvodskap

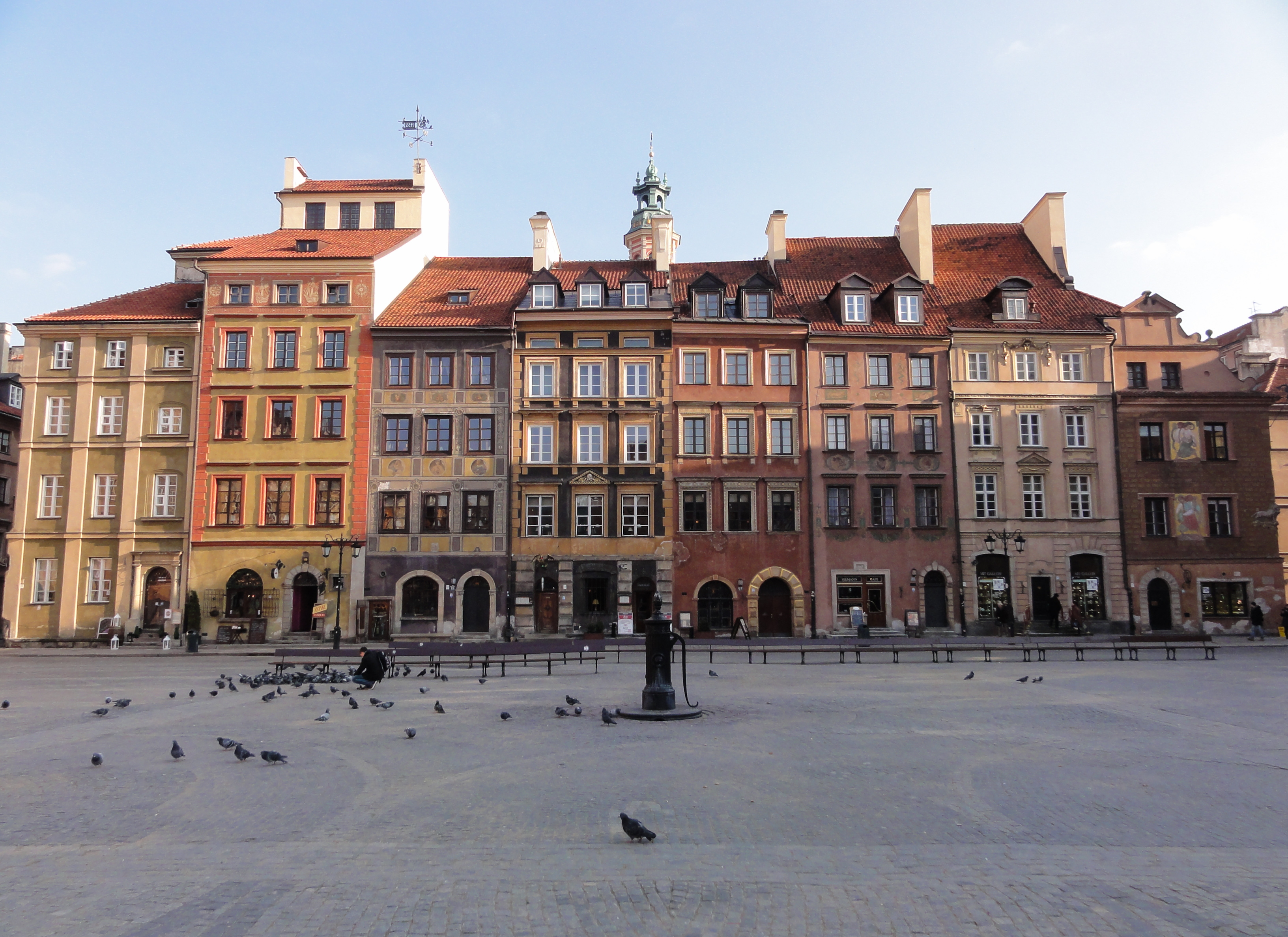
Warszawa

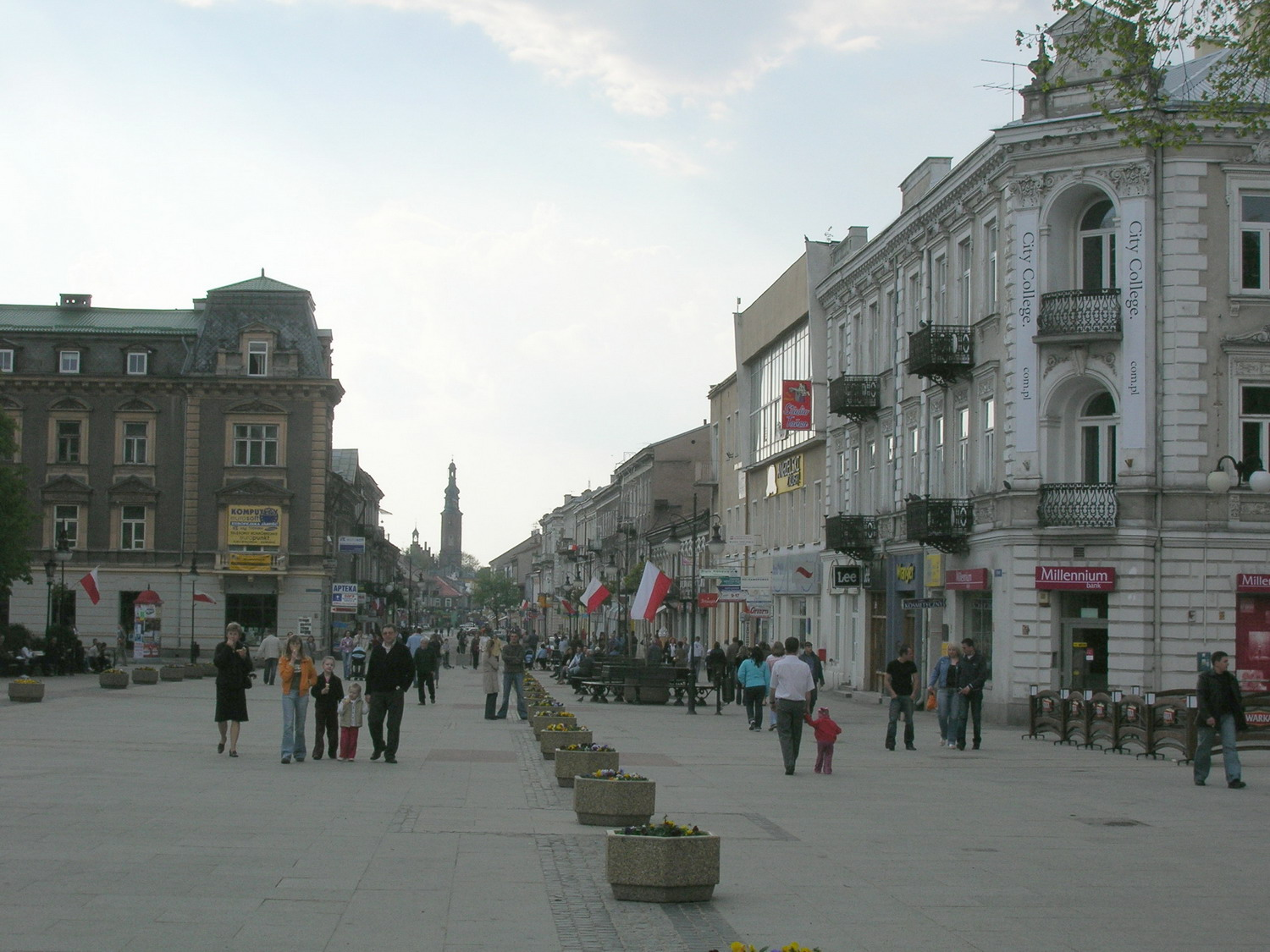
Radom

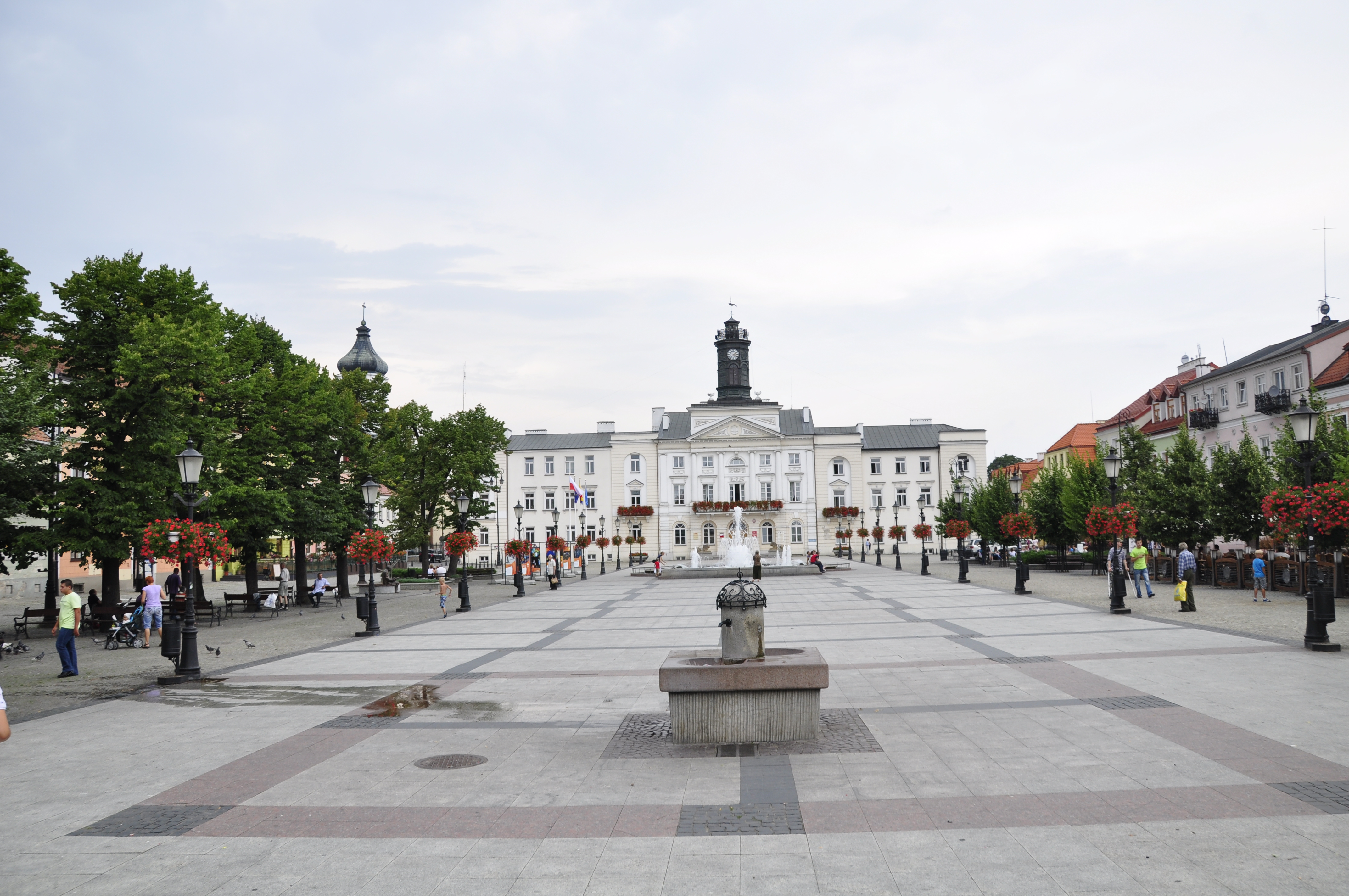
Płock

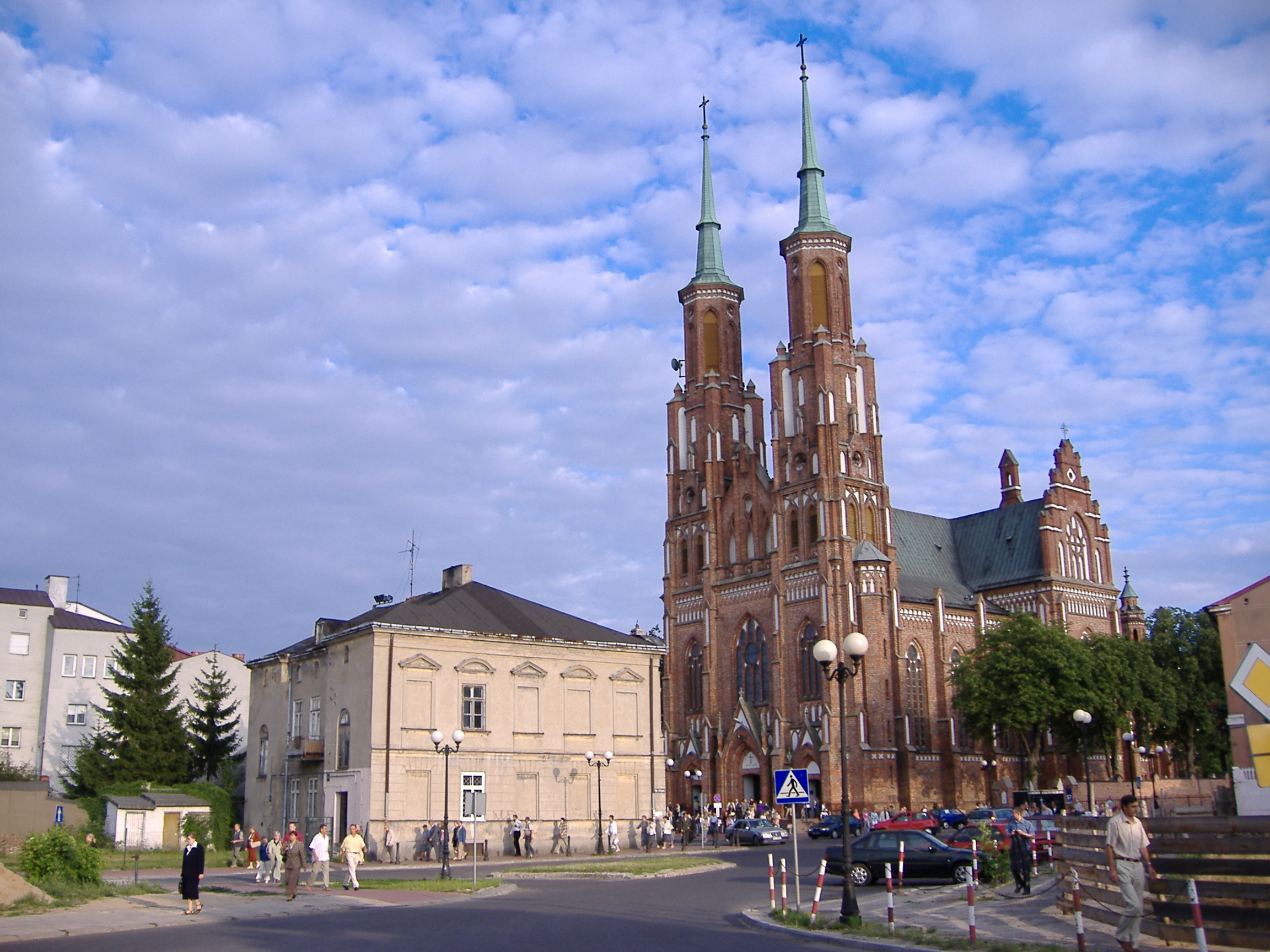
Siedlce

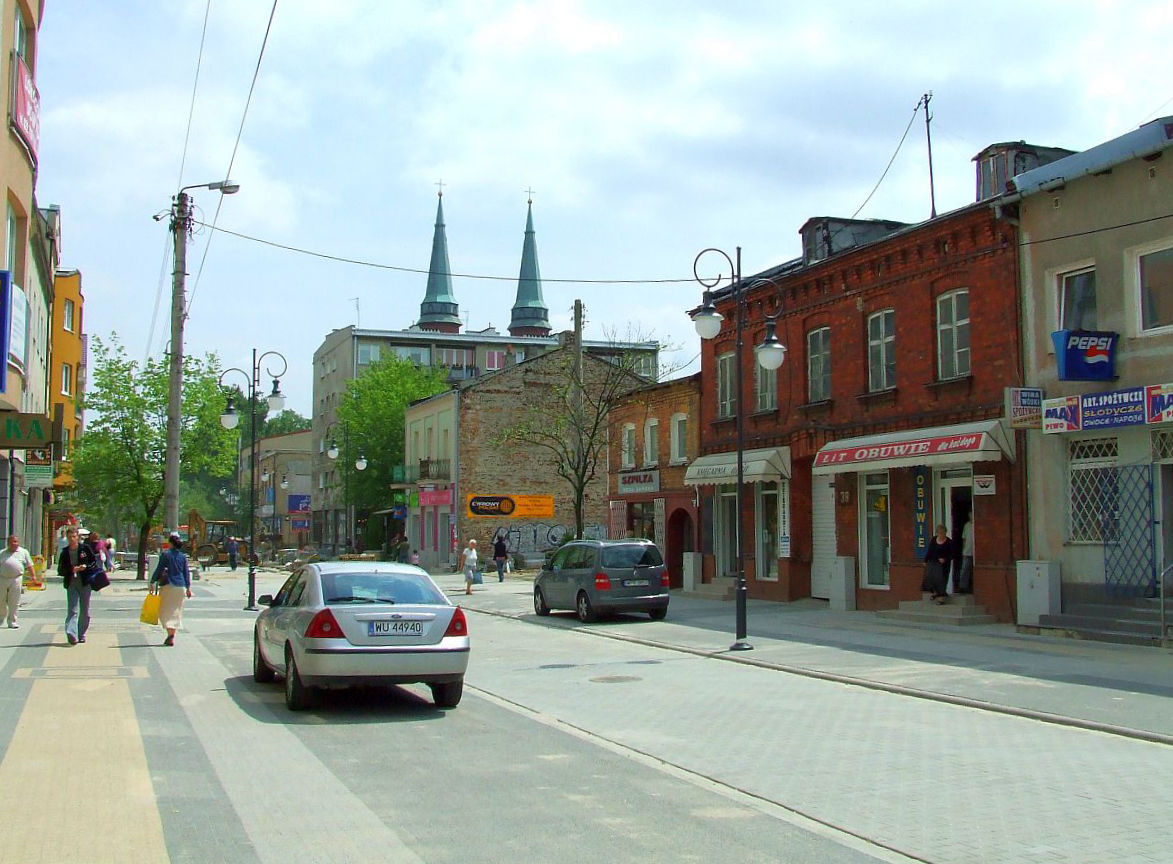
Pruszków

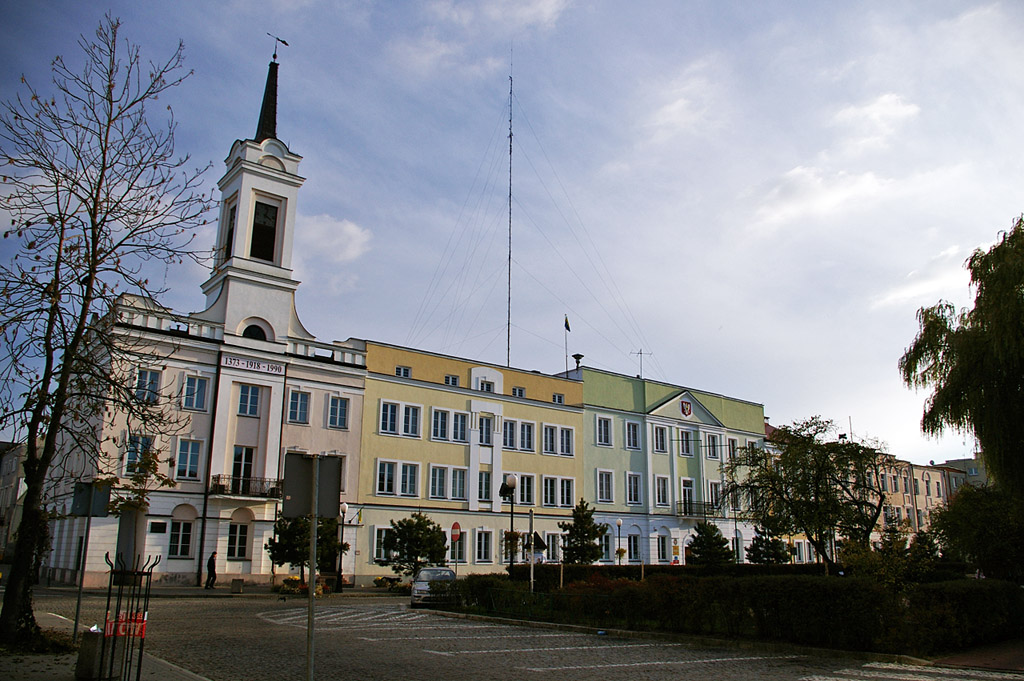
Ostrołęka

1. Warszawa – 1 700 536 (517,90 km²)
2. Radom – 226 895 (111,71 km²)
3. Płock – 127 307 (88,06 km²)
4. Siedlce – 76 074 (31,87 km²)
5. Pruszków – 55 452 (19,15 km²)
6. Ostrołęka – 53 579 (29,00 km²)
7. Legionowo – 50 553 (13,60 km²)
8. Ciechanów – 45 888 (32,84 km²)
9. Otwock – 43 833 (47,33 km²)
10. Żyrardów – 40 892 (14,35 km²)
11. Sochaczew – 37 998 (26,13 km²)
12. Mińsk Mazowiecki – 37 544 (13,12 km²)
13. Piaseczno – 37 506 (16,33 km²)
14. Wołomin – 36 710 (17,32 km²)
15. Mława – 29 744 (35,50 km²)
16. Nowy Dwór Mazowiecki – 27 431 (28,27 km²)
17. Wyszków – 27 112 (20,78 km²)
18. Grodzisk Mazowiecki – 	26 933 (13,19 km²)
19. Ząbki – 24 599 (11,13 km²)
20. Marki – 23 513 (26,01 km²)
21. Piastów – 23 214 (5,83 km²)
22. Ostrów Mazowiecka – 22 641 (22,09 km²)
23. Płońsk – 22 295 (11,38 km²)
24. Pionki – 19 944 (18,34 km²)
25. Sokołów Podlaski – 19 338 (17,50 km²)
26. Gostynin – 19 084 (32,31 km²)
27. Pułtusk – 19 049 (22,83 km²)
28. Sierpc – 18 831 (18,60 km²)
29. Kozienice – 18.633 (10,45 km²)
30. Sulejówek – 18 569 (19,51 km²)
31. Józefów – 18 306 (23,92 km²)
32. Kobyłka – 	17 933 (20,05 km²)
33. Zielonka – 17 091 (79,23 km²)
34. Przasnysz – 16 960 (25,16 km²)
35. Konstancin-Jeziorna – 16 454 (17,10 km²)
36. Garwolin – 16 191 (22,08 km²)
37. Łomianki – 15 679 (8,40 km²)
38. Milanówek – 15 540 (13,52 km²)
39. Grójec – 15 028 (8,52 km²)
40. Węgrów – 12 592 (35,50 km²)
41. Błonie – 12 229 (9,12 km²)
42. Szydłowiec – 12 172 (21,93 km²)
43. Brwinów – 11 934 (10,06 km²)
44. Góra Kalwaria – 11 216 (13,72 km²)
45. Warka – 11 018 (25,78 km²)
46. Karczew – 10 422 (28,11 km²)
47. Maków Mazowiecki – 9 953 (10,30 km²)
48. Żuromin – 8 733 (11,11 km²)
49. Zwoleń – 8 216 (15,78 km²)
50. Ożarów Mazowiecki – 8 041 (5,75 km²)
51. Radzymin – 7 913 (23,32 km²)
52. Nasielsk – 7 419 (12,67 km²)
53. Tłuszcz – 7 328 (7,81 km²)
54. Białobrzegi – 7 317 (7,51 km²)
55. Łosice – 7 173 (23,75 km²)
56. Łochów – 6 485 (13,35 km²)
57. Mszczonów – 6 238 (8,56 km²)
58. Przysucha – 6 228 (6,98 km²)
59. Lipsko – 5 914 (15,70 km²)
60. Iłża – 5 212 (15,83 km²)
61. Łaskarzew – 4 941 (15,35 km²)
62. Raciąż – 4 732 (8,16 km²)
63. Pilawa – 4 221 (6,62 km²)
64. Gąbin – 4 138 (28,16 km²)
65. Żelechów – 4 028 (12,14 km²)
66. Skaryszew – 4 019 (27,49 km²)
67. Tarczyn – 3 883 (5,24 km²)
68. Nowe Miasto nad Pilicą – 3 874 (11,14 km²)
69. Podkowa Leśna – 3 729 (10,10 km²)
70. Serock – 3 686 (12,48 km²)
71. Halinów – 3 394 (2,84 km²)
72. Zakroczym – 3 348 (19,51 km²)
73. Glinojeck – 3 119 (7,37 km²)
74. Myszyniec – 3 030 (10,74 km²)
75. Drobin – 2 973 (9,64 km²)
76. Kałuszyn – 2 927 (12,29 km²)
77. Chorzele – 2 799 (17,51 km²)
78. Wyszogród – 2 793 (13,87 km²)
79. Różan – 2 673 (6,67 km²)
80. Mogielnica – 2 476 (12,98 km²)
81. Kosów Lacki – 2 157 (11,57 km²)
82. Bieżuń – 1 871 (12,07 km²)
83. Brok – 1 869 (28,05 km²)
84. Mordy – 1 855 (4,54 km²)
85. Wyśmierzyce – 871 (16,56 km²)